# Osmia felti
Osmia felti är en biart som beskrevs av Cockerell 1911. Osmia felti ingår i släktet murarbin, och familjen buksamlarbin. Inga underarter finns listade i Catalogue of Life.